# Affenberg Landskron
Koordinaten: 46° 38′ 35,4″ N, 13° 54′ 2,6″ O
Der Affenberg Landskron ist ein Zoo in Villach und zugleich Österreichs größtes Affenfreigehege mit ca. 180 Japanmakaken. Die Tierhaltung ist gegenüber anderen Zoos semi-frei, das heißt, die Tiere leben in einem umzäunten, bewaldeten Grundstück, das einen 40.000 m² großen Lebensraum für die Affen darstellt. Der Affenberg ist ein Zoobetrieb der Kategorie A nach österreichischem Recht. Er hat ca. 120.000 Besucher jährlich und bekommt keine öffentlichen Förderungen.

## Geschichte
Der Affenberg in Villach besteht seit 1996 nach dem Vorbild der Berberaffen-Berge wie dem Affenberg Salem, die es seit den 1970er Jahren als eigenständige Parks oder Bestandteile größerer Zoos gibt.
1996 brachen alle Affen aus (damals 39 Tiere), was das Interesse der Medien auf sich zog. Innerhalb von sechs Wochen wurden alle Affen wieder eingefangen.

## Kooperation mit Universitäten
Seit 1998 gibt es eine Zusammenarbeit mit der Universität Wien und der Universität Graz; auch mit der Universität Kyoto besteht eine Kooperation. Studenten haben hier die Möglichkeit, Verhaltensforschung an den Affen zu betreiben.

## Führungen
Der Besuch des Affenberges ist für Besucher nur im Rahmen einer ca. 45-minütigen Führung möglich, die mehrfach täglich angeboten wird. Dabei wird die Biologie der Affen ebenso erläutert wie kulturelle und ethologischen Aspekte. An einer Station mit Intelligenzspielen wird die Lernfähigkeit der Makaken vorgeführt. Im Gehege befinden sind zwei Teiche, an denen man besonders an heißen Tagen schwimmende und tauchende Makaken beobachten kann.
Der Affenberg liegt direkt unterhalb der Burg Landskron, auf der sich auch die Adlerarena Burg Landskron befindet, und ist über eine private Straße zu erreichen.

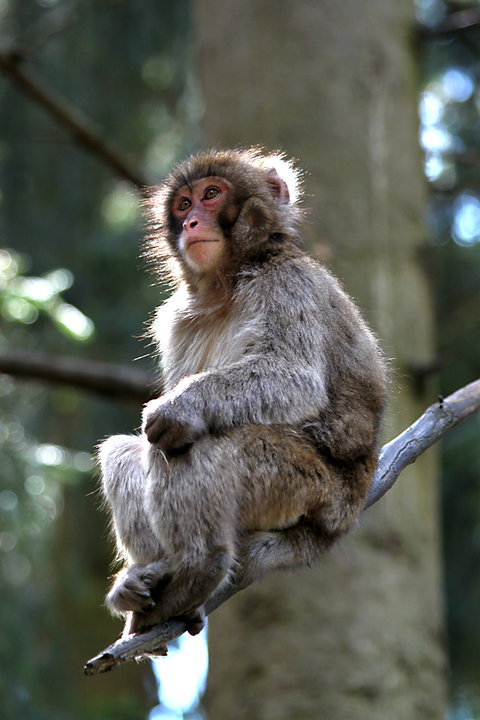
Affe am Ast
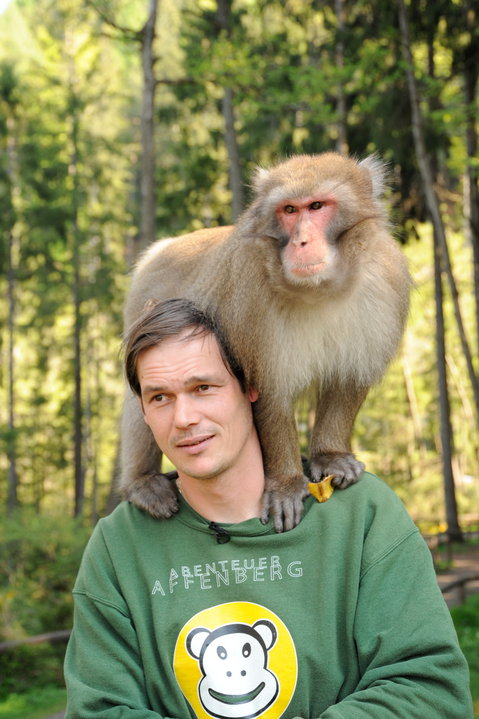
„Mally“ auf der Schulter eines Tierpflegers
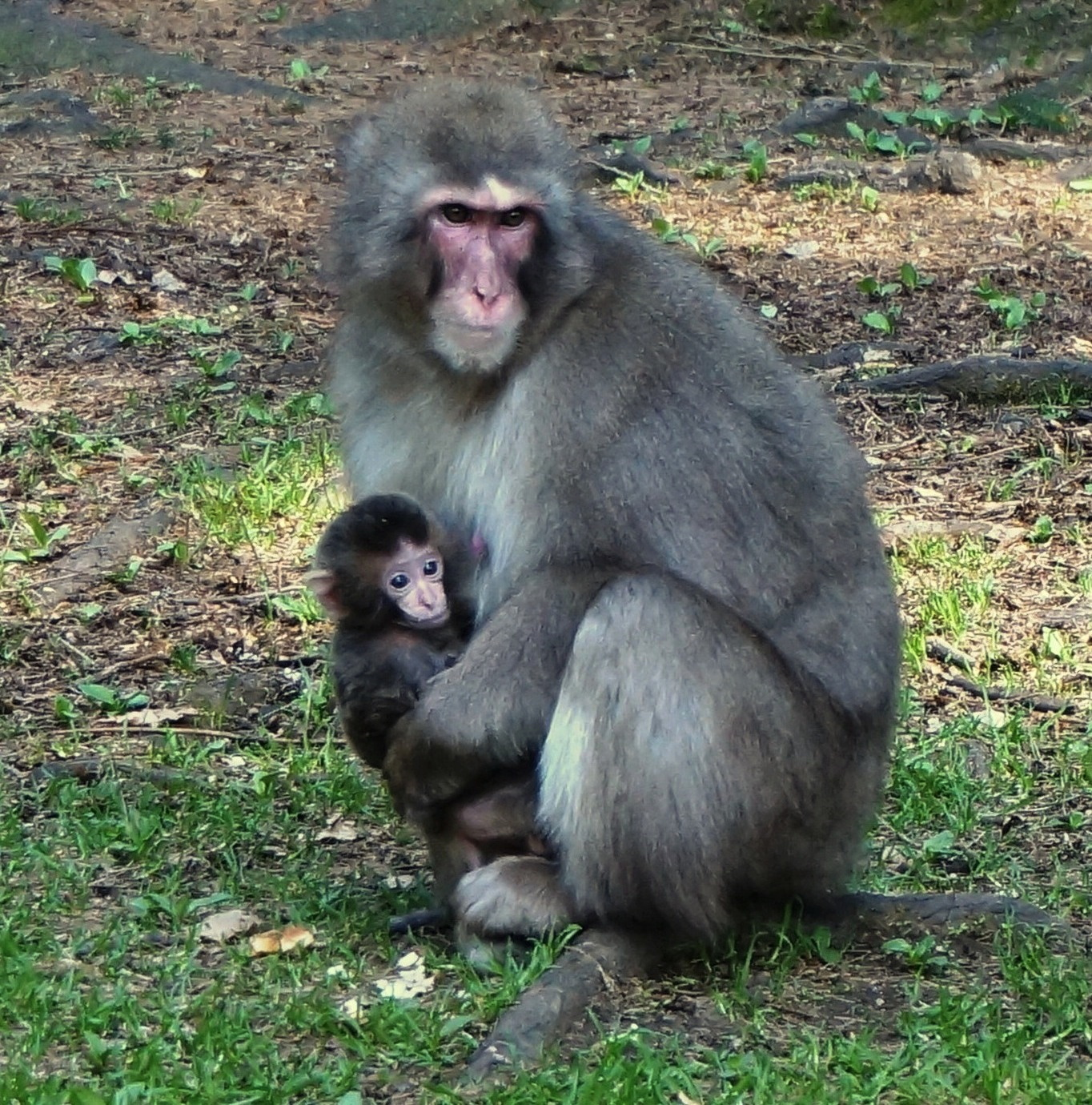
Japanmakaken
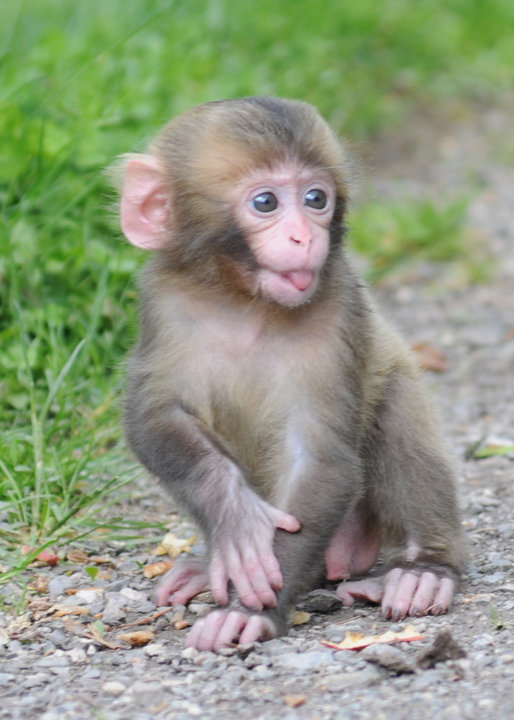
Junger Japanmakak